# Tibeti zene
Tibet zenéje magában foglalja azokat a zenei hagyományokat, amelyeket az ősidőktől kezdve alakított ki a Himalája és a Tibeti-fennsík hegyvidéki népe. Központja Tibet, de ismert máshol is, ahol etnikai tibeti csoportok találhatók, így Nepálban, Bhutánban, Észak-Indiában és máshol. A tibeti zene elsősorban vallási zene, amelyre a sámánizmus, a bon és a tibeti buddhizmus is erős hatással volt.

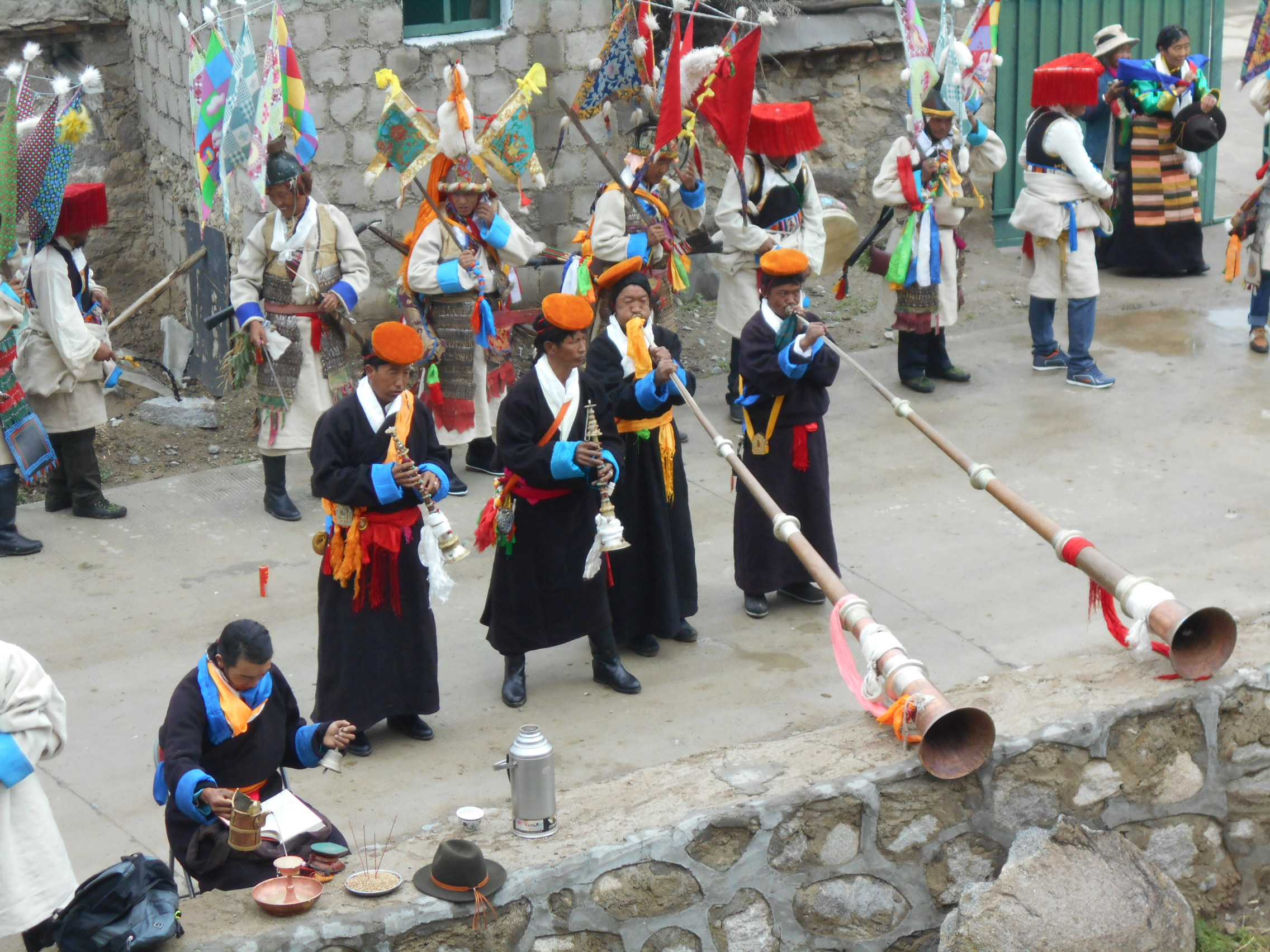
A tibeti hosszú kürtön (dungcsen) játszó szerzetesek

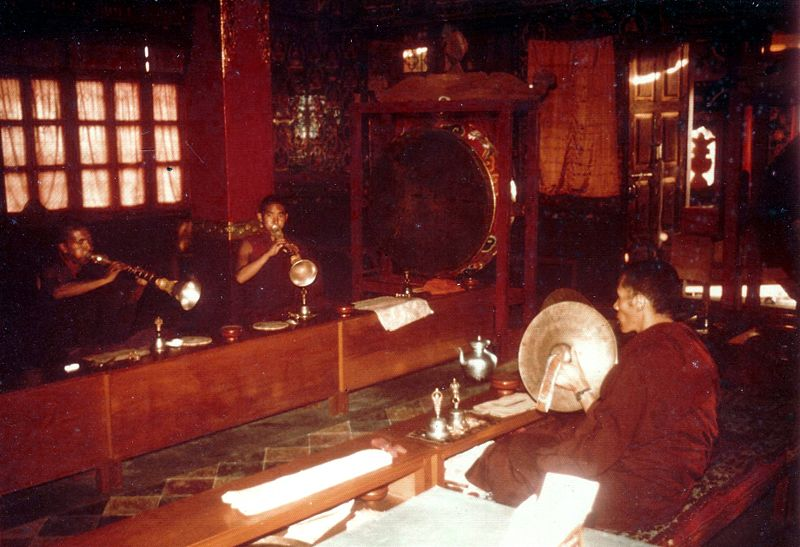
Tibeti szerzetesek

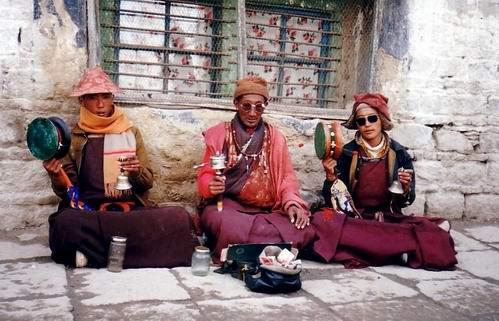
Három szerzetes kántál Lhászában (1993)

A tibeti buddhizmus liturgiájában a zene a szellem- és spirituális világgal való kapcsolattartás legfőbb eszköze. A zene éppúgy, mint a rituálé többi része, felajánlás azon istenségek és egyéb lények számára, akiket a meditáció során felidéznek.
A lámaizmus liturgiájában a zenének különösen nagy a szerepe: nélkülözhetetlen a kolostorok szertartásaiban;
áthatja a szerzetesek életét, de továbbá a kolostoron kívüli mindennapokat is. Megtalálható a különféle rítusokban, a születéshez, házassághoz, temetéshez, processzióhoz fűződő vallásos megnyilvánulásokban.
Bár vannak önálló hangszeres rituálék is – mint például a napkeltéhez, illetve a napnyugtához kapcsolódó, mágikus típusú zenélések, melyeket a kolostor együttese a falakon kívül szólaltat meg, – a rendes napi szertartásokban és az ünnepi alkalmakon a hangszeres zene része a vokálisan előadott szertartásoknak.
A zenei stílusok némileg eltérnek a tibeti lámaizmus szektáiban, de az alapvető megközelítés és az eszközök ugyanazok.
Miként a tibeti vallás maga, a hozzá kapcsolódó liturgikus zenegyakorlat is számos különböző forrásból alakult ki.
Legkorábbi mintái az animisztikus kultuszok rituáléihoz kapcsolódnak, elsősorban az ősi bon valláshoz (sámánok tánca ütőhangszerek kíséretében). A buddhizmus tibeti válfaja, amelyet lámaizmusnak is hívnak, széles körben használta az ősi sámán kultuszokat és hagyományokat. Az újkori zenei formák – szorosan kapcsolódva a valláshoz, – a dzongokban, az erődített kolostorokban jöttek létre, amelyek Tibet társadalmi és kulturális életének központjai voltak. Annak ellenére, hogy a tibetiek a Himalája felvidékén más népektől többnyire elzárva éltek, nagy hatással volt rájuk Közép- és Dél-Ázsia zenei hagyományai is.
A zene legjellemzőbbje az antifónikus kántálás.
A szent szövegek felolvasását mindig hangszerek kísérik. A szövegek skandálása kis hangterjedelemben mozog és gyakran használ félhangnál kisebb hangközöket. Az éneklésmód alapvetően unisono, a szólamok azonban olykor spontán heterofóniává alakulnak át, s nemegyszer szekund- vagy kvartpárhuzamokban mozognak. A zenében nem létezik tonalitás, nincs modális struktúra, csupán a dallamkontúrok emelkedései és esései adják a sajátos hangzást. 
Az ún. torokéneklés és a sajátos hangszerek (lábszárcsont trombita, kagylókürt stb.) hangjai már magukban is tudatállapot módosító hatással rendelkeznek.
A zene változásokat hoz létre a belső világban, és ehhez az elvhez kapcsolódnak a mágikus szótagok, az ún. mantrák is. A mantra-kántálásnak gyógyerőt is tulajdonítanak,
de ennél fontosabb, hogy hitük szerint megtestesíti az általa megszólított istenség erejét és tulajdonságait.

## Hangszerek
Jellemző hangszerek a következők 

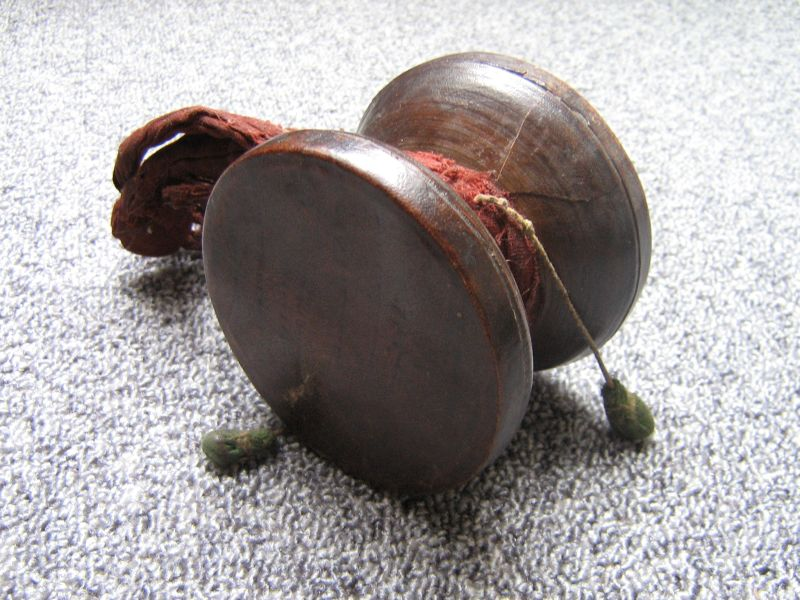
Tibeti damaru dob

- a cintányér két fajtája (rolmo és szilnyen)
- csengők (tribu vagy drilbu)
- kagylókürt (dung kar)
- dobok
  - damaru (az ősi hagyomány szerint két emberi félkoponyából készült [3])
  - gna (rúdra vagy keretre erősített nagydob)
- kürtök
  - kang ling, emberi lábszárcsontból készült rövid kürtök [3]
  - dungcsen (wd), hosszú (általában 1,5–3,5 méter)[5]  nevű fémtrombita vagy kürt, amely talán közel-keleti eredetű[4]

## Fordítás
- Ez a szócikk részben vagy egészben  a   Music of Tibet című angol Wikipédia-szócikk ezen változatának fordításán alapul.  Az eredeti cikk szerkesztőit annak laptörténete sorolja fel. Ez a jelzés csupán a megfogalmazás eredetét és a szerzői jogokat jelzi, nem szolgál a cikkben szereplő információk forrásmegjelöléseként.